# Lasse Christensen
Lasse Vigen Christensen (Esbjerg, 15 agosto 1994) è un calciatore danese, centrocampista dell'Esbjerg.

## Carriera

### Nazionale
Debutta con la nazionale Under-21 durante le qualificazioni agli Europei di categoria.

## Palmarès

### Club

#### Competizioni nazionali
- Coppa di Danimarca: 1

Brøndby: 2017-2018
- Campionato danese: 1

Brøndby: 2020-2021